# Sadibou Sané
Sadibou Sané (Diouloulou, 10 giugno 2004) è un calciatore senegalese, difensore del Metz.

## Carriera

### Club
Cresciuto nel Génération Foot in Senegal, Sadibou Sané è stato acquistato dal Metz il 22 luglio 2023 assieme al compagno di squadra Ibou Sané. Ha debuttato in prima squadra il 3 settembre nell'incontro di Ligue 1 pareggiato 2-2 contro lo Stade Reims.

### Nazionale
Ha giocato nella nazionale senegalese Under-20.

## Statistiche

### Presenze e reti nei club
Statistiche aggiornate al 18 febbraio 2024.
| Stagione        | Squadra         | Campionato      | Campionato | Campionato | Coppe nazionali | Coppe nazionali | Coppe nazionali | Coppe continentali | Coppe continentali | Coppe continentali | Altre coppe | Altre coppe | Altre coppe | Totale | Totale | Totale |
| Stagione        | Squadra         | Comp            | Pres       | Reti       | Comp            | Pres            | Reti            | Comp               | Pres               | Reti               | Comp        | Pres        | Reti        | Pres   | Reti   |        |
| --------------- | --------------- | --------------- | ---------- | ---------- | --------------- | --------------- | --------------- | ------------------ | ------------------ | ------------------ | ----------- | ----------- | ----------- | ------ | ------ | ------ |
| 2023-2024       | Metz 2          | N3              | 5          | 5          |                 | -               | -               |                    | -                  | -                  |             | -           | -           | 5      | 5      |        |
| 2023-2024       | Metz            | L1              | 4          | 0          | CF              | 1               | 1               |                    | -                  | -                  |             | -           | -           | 5      | 1      |        |
| Totale carriera | Totale carriera | Totale carriera | 5          | 0          |                 | 1               | 1               |                    | -                  | -                  |             | -           | -           | 6      | 1      |        |